# Engolimento de espada

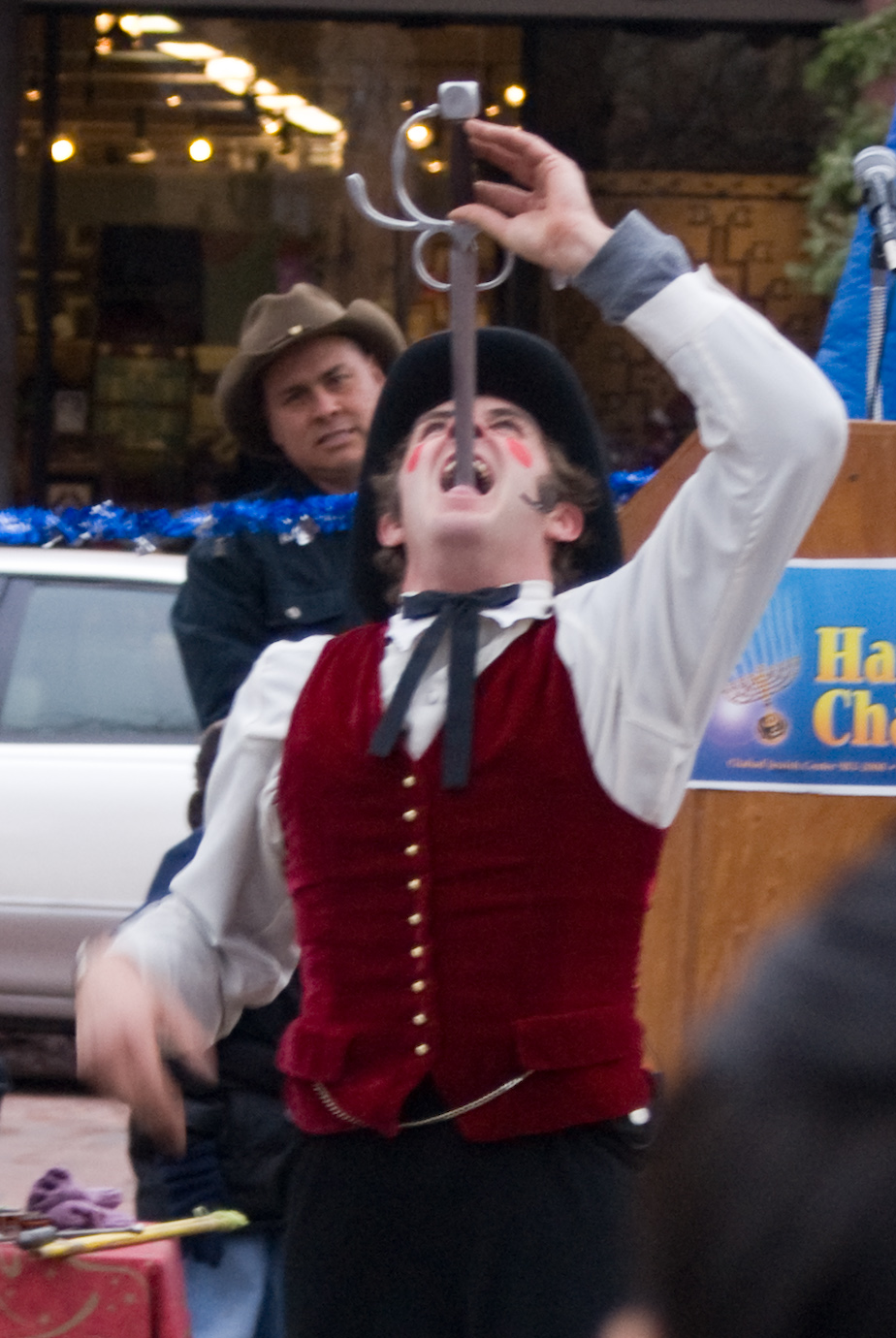
Um engolidor de espadas num espetáculo de rua em Santa Fé, Novo México.

Engolimento de espada é uma performance, na qual o artista introduz uma espada em sua boca, fazendo-a deslizar pelo esôfago e podendo mesmo chegar ao estômago. O nome dado a este ato é tecnicamente enganador, visto que seus executores têm de suprimir o reflexo de engasgo e não engolir de verdade, enquanto a espada desce garganta abaixo. O engolimento de espada é uma atividade extremamente perigosa e potencialmente mortal, e muitos óbitos e complicações médicas sérias foram provocadas pela tentativa de emular o feito. Alguns engolidores de espadas são oficialmente reconhecidos como membros da Sword Swallowers' Association International (SSAI). Destes, somente uns poucos são engolidores de espadas profissionais em atividade, sendo a parte restante composta por artistas amadores, acidentados ou aposentados.

## História da arte

### Primórdios
Originada na Índia antes de 2000 A.C., a arte mortal do engolimento de espadas possui uma longa e variada história. Durante este período, era praticada por faquires como uma demonstração de seu controle corporal e de sua conexão com os deuses.
A migração da arte para outras terras, principalmente a China no século VIII, viu sua transformação de demonstração divina em apresentação teatral. Migrou rapidamente para o Japão, onde tornou-se parte central do teatro acrobático japonês, Sangaku. Esta forma de teatro apresentava várias performances cênicas, incluindo pirofagia, equilibrismo, malabarismo e um ilusionismo incipiente.

### Difusão no Ocidente
Simultaneamente à migração oriental da arte, ocorreu sua difusão para o norte e oeste, até chegar à  Grécia e Roma nos primeiros séculos A.D.. Na Europa ela desenvolveu-se num tipo distinto de performance, associada aos menestréis medievais, que faziam apresentações nas ruas.
O engolimento de espada foi realizado durante a Idade Média como parte do teatro de rua e era popular em festivais e outros grandes encontros. Todavia, com a fundação da Santa Inquisição em 1231, a intolerância religiosa começou lentamente a espalhar sua influência através da Europa. Engolidores de espadas, juntamento com malabaristas, mágicos, profetas e outros artistas, viram-se cada vez mais como alvos de perseguição religiosa, sendo condenados como hereges, bruxa(o)s e praticantes de artes das trevas.

### Declínio e ressurgimento
Embora os praticantes tenham reaparecido com o fim da Inquisição e experimentado o ressurgimento em sua atividade e acolhida por parte do público, foi uma fase de curta duração. O engolimento de espadas começou a desaparecer em meados do século XIX, e chegou a ser mesmo posto fora da lei na Escandinávia em 1893. Isto deveu-se ao declínio do interesse por festivais e teatro de rua e ao interesse crescente por parte do público em artes cênicas mais "sofisticadas" e "apropriadas".
Em 1819, o malabarista e engolidor de espadas indiano Ramo Sammee tornou-se popular nos Estados Unidos após uma breve temporada na Inglaterra. Ele apresentou-se nos Estados Unidos e na Inglaterra até sua morte em Londres, em agosto de 1850. De 1850 até os anos 1890 um pequeno número de engolidores de espadas apresentou-se no Reino Unido, tais como Martha Mitchell (c. 1855) e Signor Benedetti (1863-1895), e nos Estados Unidos, Lawson Peck (anos 1850), Ling Look (c.1872), Signor Wandana (morto em 9 de maio de 1875) e Harry Parsons (morto em dezembro de 1880). Mas o mais famoso engolidor de espadas estadunidense de sua época foi Fred McLone, conhecido pelo público como "Chevalier Cliquot", que apresentou-se de 1878 até o início dos anos 1900.

### Popularidade e inovações
Em 1893, o engolimento de espadas foi apresentado na World Columbian Exposition da Chicago World's Fair. Isto marcou o início da popularidade da prática desta arte nos Estados Unidos.
Circos e parques de diversão itinerantes rapidamente tornaram-se os locais dominantes para apresentações de engolidores de espadas. Viajando através da América do Norte e apresentando suas habilidades para o público frequentador, qualquer conexão com religião ou poderes divinos foi logo perdida. Engolimento de espadas tornou-se uma proeza, e como tal, instigou a competição. Enquanto que a prática europeia deu margem a artistas tentando engolir várias espadas ao mesmo tempo, a prática nos Estados Unidos parecia estar mais focado na bizarria e novidades. Isto era compreensível, visto haver um grande número de engolidores de espadas apresentando-se nesta época, e a inovação era o único recurso que os artistas dispunham no seu afã de fazer caixa, para si e seus patrões.
Foi durante esta época que verificou-se uma duvidosa explosão de criatividade, com o engolimento de espadas longas, espadas quentes, baionetas enfiadas garganta abaixo, tubos de neon acesos e assim por diante. O interesse crescente na arte foi o responsável por estas inovações arriscadas. Realmente, podia-se encontrar engolidores de espadas compartilhando os mesmos cartazes de grandes mágicos tais como Houdini, indicando claramente seu apelo popular.
A Europa Ocidental e a Inglaterra também experimentaram um aumento no interesse pelo engolimento de espadas durante este período, com muitas influências transatlânticas.
Durante o final do século XIX e início do século XX, espetáculos itinerantes de mágica vindos do Oriente excursionaram pela Europa e América, trazendo algumas mudanças singulares na técnica-padrão e efeitos totalmente novos (cujos segredos eram motivo de cobiça dos mágicos locais), e que também apresentavam outras façanhas, tais como engolimento de espadas, pirofagia, malabarismo e acrobacias.

### No século XX
Em meados do século XX, os circos em geral e os parques de diversões itinerantes em particular entraram em declínio. Hoje nos Estados Unidos, resta somente um destes parques permanentes, o Coney Island Sideshows by the Seashore, em Nova York, e um pequeno número de parques itinerantes. Algumas das causas para o declínio deste tipo de atração está no surgimento dos parques temáticos fixos, repletos de atrações sofisticadas, e no crescimento de outras formas de entretenimento, tais como televisão, cinema, vídeos e internet.

### No século XXI
O engolimento de espadas, tais como a pirofagia e muitas outras artes de espetáculos mambembes, experimentaram uma nova onda de interesse nos últimos anos. Em 2001, foi fundada a Sword Swallowers Association International para interligar os engolidores de espada profissionais ao redor do mundo. Hoje, muitas habilidades consideradas tipicamente circenses ou de parques itinerantes foram apropriadas por artistas autônomos e incorporadas em suas performances, o que deu um novo impulso à estas artes cênicas.